# Carl Johan Sonning
Carl Johan Sonning, (døbt Sørensen; født 19. april 1879 i Assens, død 9. marts 1937 på Frederiksberg) var en dansk journalist, forfatter og stifter af Sonning-Fonden, der uddeler Sonningprisen.
Carl Johan Sonning er begravet på Frederiksberg Ældre Kirkegård.